# Psephoderma
Genre
Espèces de rang inférieur
- † P. alpinum Meyer, 1858 (Espèce type)
- † P. anglicum Meyer, 1867

Psephoderma (« peau de galet ») est un genre éteint de placodontes.

## Découverte et datation
Cet placodonte marin, l'un des derniers, a vécu sur les rivages des futures Alpes, en Italie et en Grande-Bretagne au Trias supérieur, plus précisément durant le Norien, il y a 210 millions d'années.

## Description

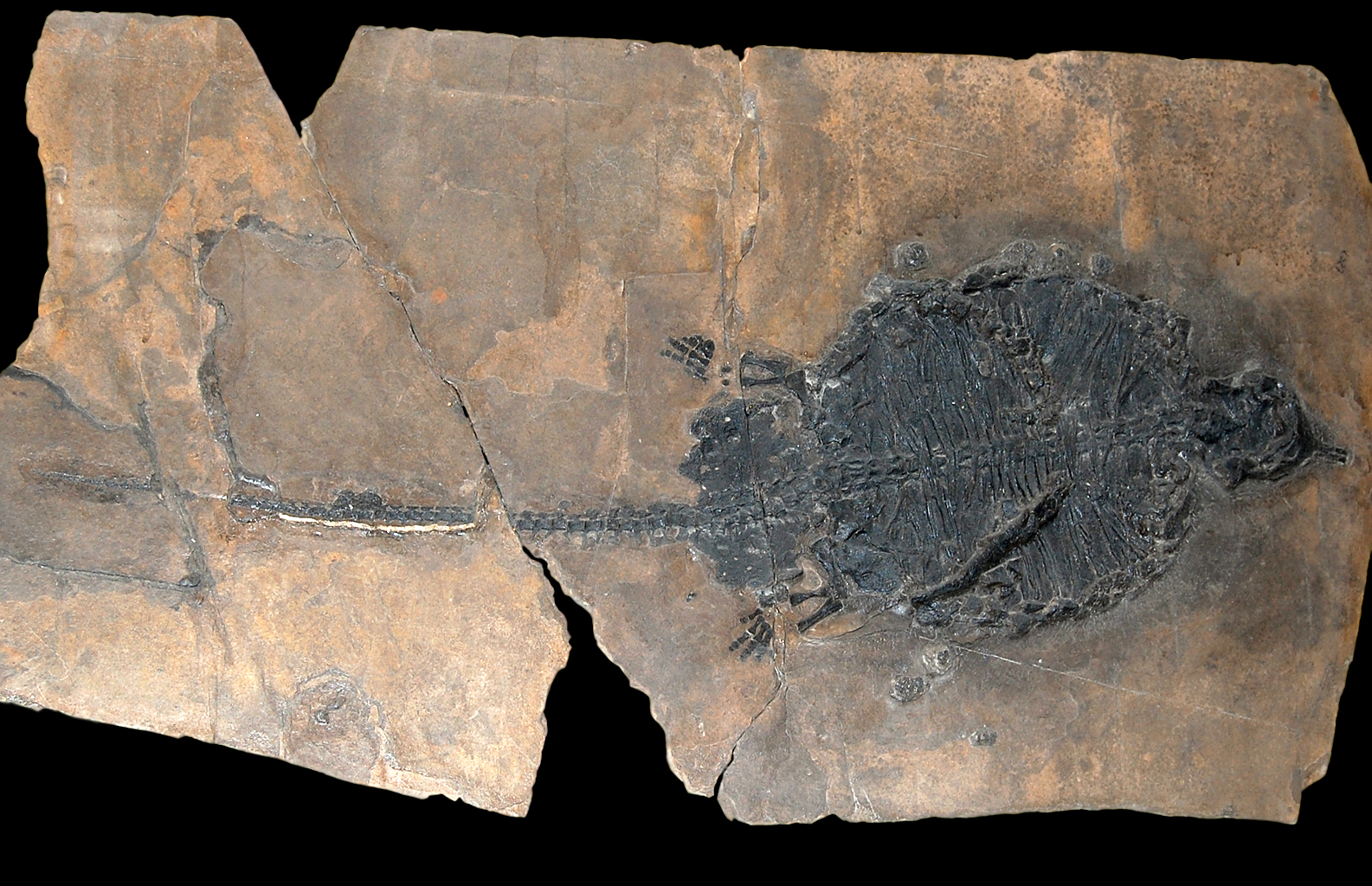
Fossile de Psephoderma.

Sa taille est estimée à 1,80 mètre de long. Il avait un crâne aplati possédant une mâchoire aux dents spécialisées pour écraser des coquilles de mollusques. 
Contrairement aux autres placodontes et à la différence des chéloniens, sa carapace était formée de deux parties distinctes. La partie antérieure recouvrait le corps de la ceinture scapulaire à la ceinture pelvienne ; la postérieure, plus petite, recouvrait l'extrémité arrière avec les pattes arrière et le début de la queue. 